# Test Reya
Test Reya (test 15 słów Reya, znany też jako RAVLT – od ang. Rey Auditory Verbal Learning Test) – jeden z często stosowanych testów służących do badania pamięci.
Test został opracowany w latach 40. i uzyskał dużą popularność z powodu prostoty i łatwości badania oraz zrozumiałości dla większości grup wiekowych. Jest walidowany w populacjach od 7 do 89 roku życia. 
Standardowa aplikacja testu obejmuje wolne (w tempie 1 słowa na sekundę) odczytanie listy 15 prostych słów i próbę ich powtórzenia przez osobę badaną. Taka procedura jest powtarzana pięciokrotnie, następnie osoba badająca odczytuje jednokrotnie drugą (inną) listę 15 słów, a osoba badana jest proszona o jej powtórzenie. Następnie osoba badana proszona jest o powtórzenie zapamiętanych słów z pierwszej listy.
Test Reya, razem z innymi testami badania pamięci, jest również stosowany do wykrywania symulacji.